# قرار مجلس الأمن التابع للأمم المتحدة رقم 1864
قرار مجلس الأمن التابع للأمم المتحدة رقم 1864، الذي تم تبنيه بالإجماع في 23 يناير 2009، بعد التذكير بالقرارات 1740 (2007) و1796 (2008) و1825 (2008) بشأن الحالة في نيبال، مدد المجلس ولاية بعثة الأمم المتحدة في نيبال، لمدة ستة أشهر أخرى حتى 23 يوليو 2009.

## تفاصيل
وبينما وافق مجلس الأمن على تمديد مهمة بعثة الأمم المتحدة الحالية في نيبال بناءً على طلب من الحكومة النيبالية، فقد أيد مجلس الأمن أيضًا اقتراح الأمين العام بان كي مون بالانسحاب التدريجي لموظفي بعثة الأمم المتحدة في نيبال، ووافق الأمين العام على ما يلي: بشكل عام أنه لا يمكن الحفاظ على ترتيبات المراقبة الحالية في نيبال إلى أجل غير مسمى.
ودعا المجلس الحكومة النيبالية إلى تهيئة الظروف اللازمة لبعثة الأمم المتحدة في نيبال لاستكمال شروط بعثتها في نهاية ولايتها حتى يبدأ موظفو الأمم المتحدة الانسحاب. كما طلب المجلس من الأمين العام تقديم تقرير في موعد أقصاه 30 أبريل 2009 عن التقدم المحرز في تنفيذ القرار.